# Polus City Center

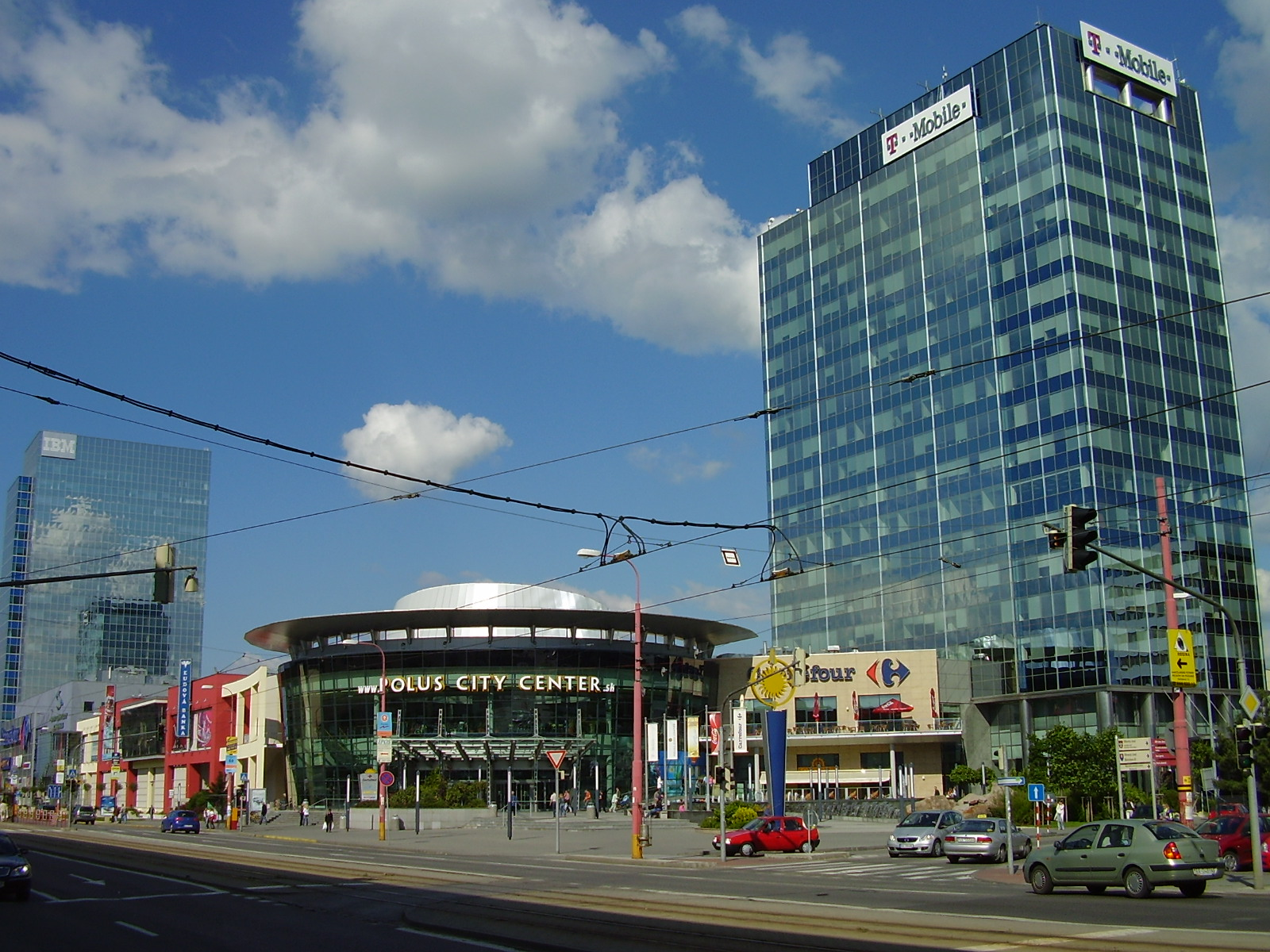
Polus City Center widziane z ulicy Vajnorskiej

Polus City Center – kompleks handlowo-rozrywkowo-biurowy w Bratysławie w dzielnicy Nové Mesto. Z powierzchnią 40 100 m² było to niegdyś największe centrum handlowe na Słowacji.
Obiekt został wzniesiony w latach 1999-2001 na skrzyżowaniu ulic Vajnorskiej i Junáckiej. Zamierzeniem inwestora było wybudowanie wielofunkcyjnego obiektu z przewagą powierzchni handlowych, wzbogaconych o funkcje administracyjne, kulturalne, gastronomiczne i rozrywkowe. Obiekt jest w całości przeznaczony pod wynajem. W 2001 roku inwestycja otrzymała na Słowacji prestiżowy tytuł Budowli Roku 2001.
Kompleks składa się z kilku obiektów - hol wejściowy, centrum handlowe, część administracyjną, kina i pomieszczenia dodatkowe. Znajduje się w nim multipleks Palace Cinemas, dziesiątki sklepów i kilka restauracji. "Uliczki" w centrum handlowym noszą nazwy takich słynnych ulic jak Wall Street, 5th Avenue itp. Częścią kompleksu są 2 wysokie biurowce - Millenium Tower I o wysokości 80 metrów i Millenium Tower II o wysokości 100 metrów. Planowana jest oprócz tego budowa trzeciego wieżowca - Millenium Tower III - o wysokości 78 metrów i przeznaczeniu mieszkalnym.

## Galeria

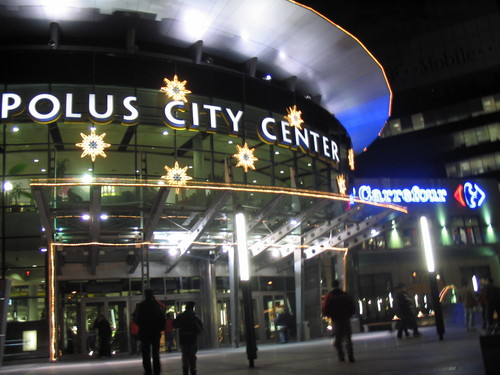
Wejście główne
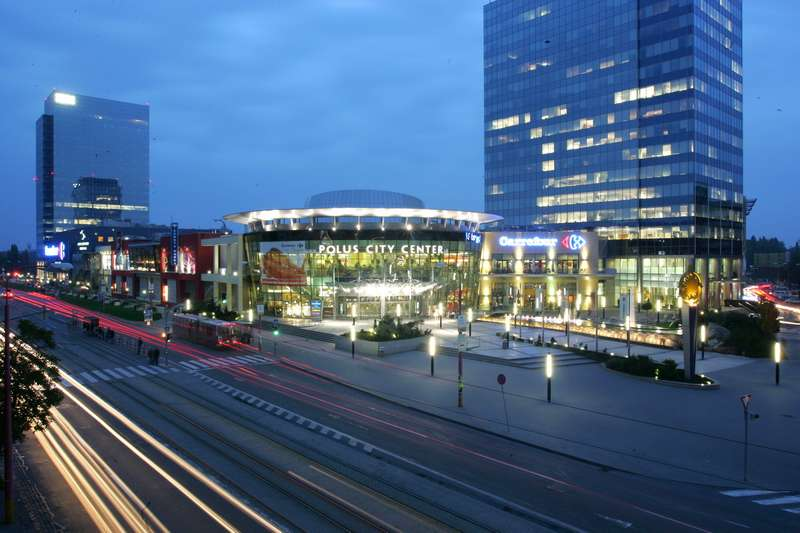
Polus City Center wieczorem
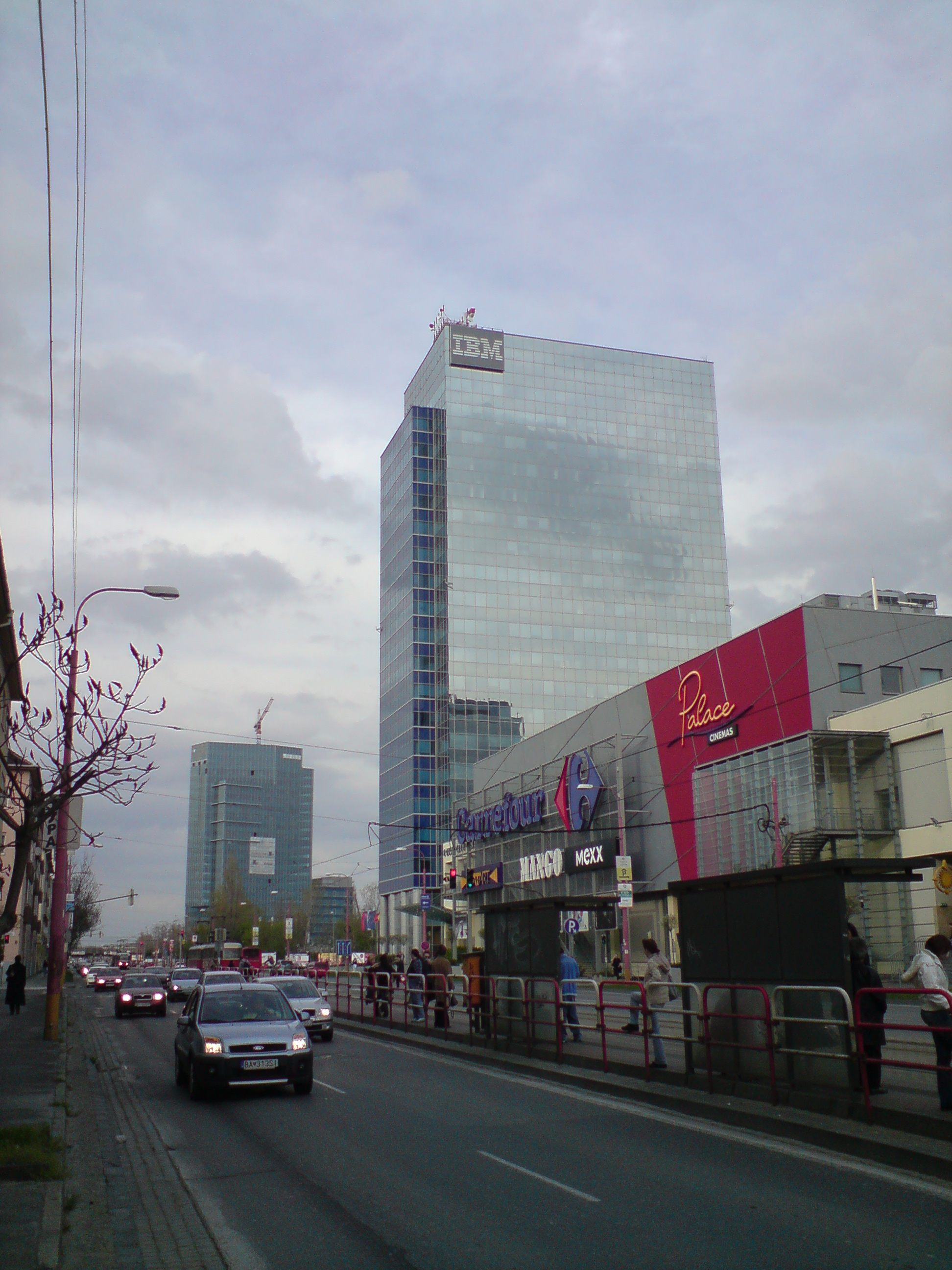
Polus City Center, multikino Palace Cinemas, wieżowce Millennium Tower II i Lakeside Park I
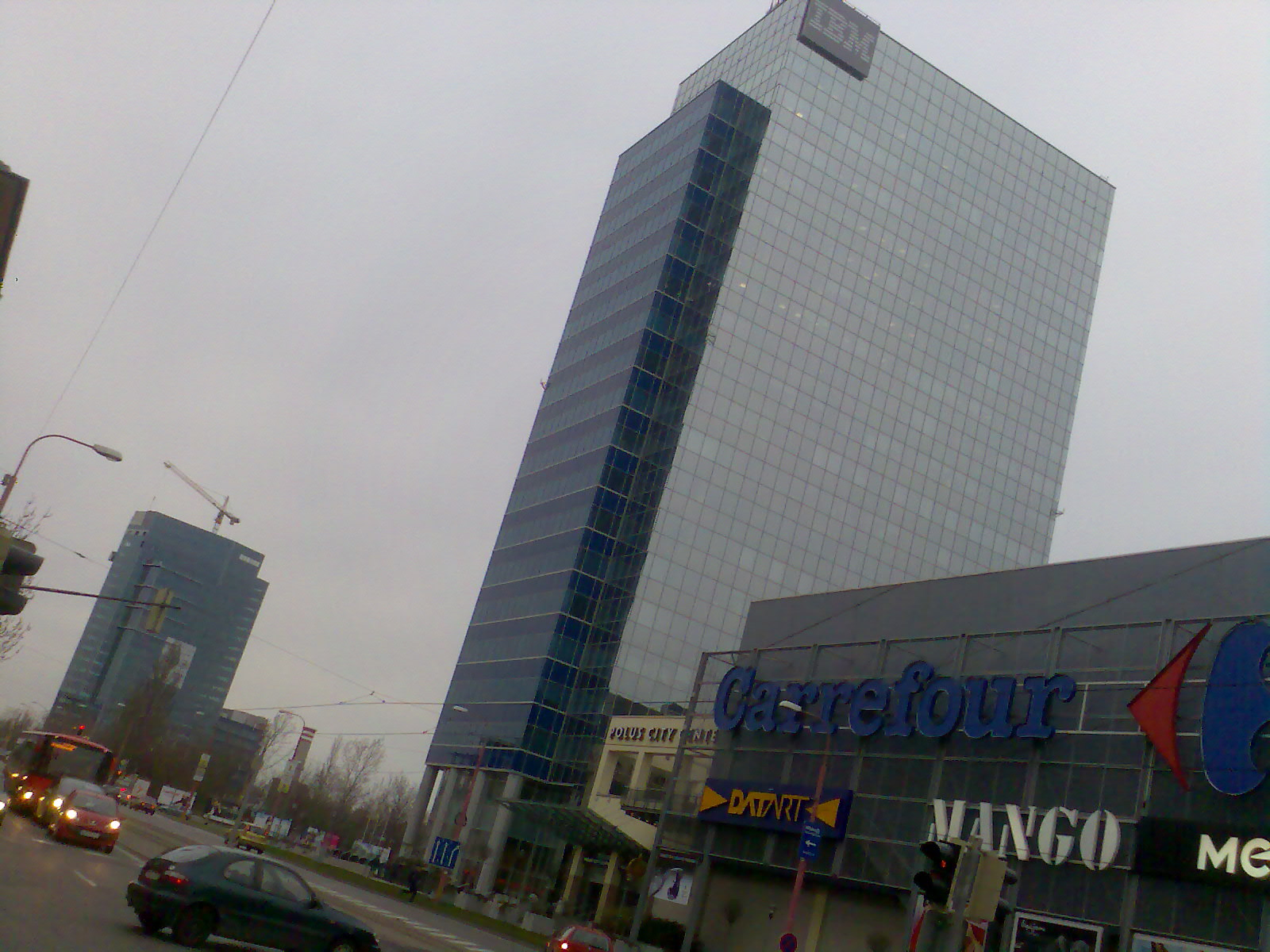
Widok na Millennium Tower II i Lakeside Park I